# Henry Lankenau
Henry Lankenau (* 9. Februar 1908; † 28. Mai 1987 in Bremen) war ein deutscher Politiker (SPD) und kurzzeitig Abgeordneter in der Bremischen Bürgerschaft.

## Biografie
Lankenau trat 1923 in die Sozialistische Arbeiter-Jugend (SAJ) ein und war von 1931 bis 1933 deren letzter Vorsitzender in Bremen. Unter den Nationalsozialisten setzte er diese Arbeit illegal fort und wurde dafür abgeurteilt und inhaftiert.
Er war nach 1945 als technischer Angestellter tätig.

1960 war er Sprecher des Beirats im Bremer Stadtteil Huchting. In der 5. Wahlperiode der Bremischen Bürgerschaft war er 1963 kurzzeitig (Juni bis Oktober 1963) Bürgerschaftsabgeordneter als Nachrücker für die verstorbene Anna Stiegler.